# Gabriela Moyseowicz
Gabriela Maria Moyseowicz (ur. 4 maja 1944 we Lwowie) – polska kompozytorka i pianistka mieszkająca w Berlinie.

## Życiorys
W sierpniu 1945 wraz z rodzicami zamieszkała w Gdańsku-Wrzeszczu. W wieku trzech lat grała sprawnie na fortepianie. W czerwcu 1952 zamieszkała wraz z rodziną w Gliwicach i rozpoczęła naukę w szkole muzycznej w Bytomiu. Profesor Stanisław Wiechowicz w Krakowie ocenił wysoko jej uzdolnienia. W latach 1958–1962 uczęszczała do liceum muzycznego im. Fryderyka Chopina w Krakowie przy ulicy Basztowej, gdzie uczyła się w klasie fortepianu Danuty Myczkowskiej-Grydil. W szkołach muzycznych w Gdańsku, Bytomiu i Gliwicach uznano ją za cudowne dziecko. W wieku 13 lat skomponowała 25-minutowy koncert na dwa fortepiany, po jego prawykonaniu w Krakowie została przyjęta do krakowskiej Akademii Muzycznej.
Krakowski krytyk muzyczny Marian Wallek-Walewski wysoko ocenił pierwszą atonalną kompozycję Gabrieli – sonatę fortepianową nr 1 (1960). Również atonalny utwór kameralny Media Vita (1961) spotkał się z ciepłym przyjęciem krytyki.
Od roku 1962 studiowała na Wydziale Kompozycji, Teorii i Dyrygentury Akademii Muzycznej w Krakowie oraz w Katowicach, w klasie prof. Bolesława Szabelskiego. Studia ukończyła w roku 1967, jako pracę dyplomową przedstawiła drugi koncert fortepianowy. W latach 1967–1974 była stypendystką Ministerstwa Kultury i Sztuki. W latach 1967–1970 należała do Koła Młodych Związku Kompozytorów Polskich, z którego wystąpiła w proteście z powodu niedopuszczenia utworu „Dies irae” do wykonania na Warszawskiej Jesieni 1971. W latach 1968–1972 była nauczycielką muzyki w Zasadniczej Szkole Zawodowej i Technikum Hutniczym w Gliwicach.
W roku 1974 zamieszkała w Berlinie Zachodnim. W latach 1975–2005 działała jako organista i dyrygent chóru w kościele katolickim św. Bernarda przy Sterkrader Straße w dzielnicy Tegel. Nauczała też muzyki w szkole muzycznej w Berlinie-Charlottenburgu. Dokonała kilku nagrań własnych kompozycji dla WDR i NDR. Ukazały się płyty CD z jej kompozycjami na orkiestrę i fortepian, berlińskie wydawnictwo muzyczne opublikowało partytury jej dwudziestu utworów.

## Twórczość
Krytyczny stosunek do postdodekafonii i inne śmiałe poglądy na temat muzyki współczesnej zawarte są w jej pracy dyplomowej z 1967 roku, zatytułowanej: Egzemplifikacja własnej estetyki na podstawie «II Koncertu fortepianowego». Zgodnie z oczekiwaniami współczesnego słuchacza, język muzyczny Moyseowicz wykracza poza dawne melodyczne i harmoniczne konwencje, a jej silna emocjonalność plasują twórczość Moyseowicz w nurcie XX-wiecznego postekspresjonizmu.

## Kompozycje

### Utwory stypendiowane przez Ministerstwo Kultury i Sztuki
- Rapsod na altówkę i orkiestrę (1968)
- „Musique en trois styles” na skrzypce, wiolonczelę i fortepian (1969)
- „Riconoscimento” do słów C.K. Norwida (1968)
- „Cantata Solemnis” na chór żeński, solo barytonowe i orkiestrę do słów I. Iszkowskiej (1969)
- III Koncert na fortepian i orkiestrę smyczkową (1971)
- „Dies irae” na chór i dwa flety, 2 oboje, 2 fagoty, róg, 2 trąbki, 6 skrzypiec I, 5 skrzypiec II, 3 altówki, 2 wiolonczele, 2 kontrabasy (1963)

### Utwory na fortepian
- Wariacje „Monte Cassino” na fortepian (1961)
- „Tryptyk orientalny” na fortepian (1962) dedykowany Annie Barawskiej
- Passacaglia i fuga na fortepian (1966/67)
- Sonata nr 1 (1960)
- Sonata nr 2 (1962) dedykowana Danucie Myczkowskiej
- Sonata nr 3 (1963) dedykowana Barbarze Buczek
- Sonata nr 4 (1963/64)
- Sonata nr 5 (1973/64)
- Sonata nr 6 „Neumenon”(1976)
- Sonata nr 7 (1978)
- Sonata nr 7 wersja II (2006) dedykowana Janowi Fischdickowi
- Sonata nr 8 „Concatenatio” (1981) dedykowana Heldze von Kügelgen
- ”Norwidiana” (1995)
- Rapsod nr 1 (1983/84) dedykowany Detlefowi Gojowy
- Rapsod nr 2 (1984/85)
- Rapsod nr.3 „Empyreum”(1989) dedykowany Bettinie Brand
- IX Moments musicaux – wersja na fortepian (1964)

### Utwory kameralne
- „Sonata Polska” na skrzypce i fortepian (1979/80)
- Sonata na skrzypce i fortepian nr 2 (1987)
- Sonata na wiolonczelę i fortepian nr 1 (1977)
- Sonata na wiolonczelę i fortepian nr 2 (1988)
- „Discours avec Mme Steingroever” na flet i fortepian (1993)
- IX Moments musicaux (1964) wersja na fortepian i orkiestrę smyczkową
- „Hommage à la Pologne” na skrzypce solo, fortepian, flet, klarnet i kwartet smyczkowy (2015)

### Utwory solowe na skrzypce, wiolonczelę i violę da gamba
- Dwa Kaprysy na skrzypce solo (1972)
- Passacaglia na skrzypce solo (1994)
- Dwie Canzony na gambę solo (1980)
- Chaconne na wiolonczelę solo (2004)

### Utwory na większe zespoły instrumentalne, chór i orkiestrę
- „Media Vita” na 2 skrzypiec, wiolonczelę, sopran, baryton recytujący (1961)
- „Dies irae” na chór i 2 flety, 2 oboje, 2 fagoty, róg, 2 trąbki, 6 skrzypiec I, 5 skrzypiec II, 3 altówki, 2 wiolonczele, 2 kontrabasy (1963)
- „Stabat Mater” – oratorium na chór, mezzosopran, tenor, 2 flety, 2 oboje, 2 fagoty, 1 kontrafagot, 2 trąbki, 2 rogi, 2 puzony, 1 tubę, 2 kotły i kwintet smyczkowy (1972/73)
- „Symfonia Cieni” (1996)
- „Memento Mori I” na 2 fortepiany, trąbkę, puzon, skrzypce I, skrzypce II, gambę, wiolonczelę (1988)
- „Memento Mori II” na chór, 2 fortepiany, trąbkę, puzon, skrzypce I, skrzypce II, gambę, wiolonczelę (1990)
- „Ave Maria” na 2 chóry mieszane a cappella (1976)
- „Pater Noster” na chór sześciogłosowy a cappella (1978)
- Pięć pieśni na chór ośmiogłosowy a cappella (do słów Władysława Broniewskiego, 1971)
- „Kyrie” ku pamięci Natalii Hidalgo Sánchez na trzy chóry mieszane a cappella (1982)
- Uwertura „Do Beethovena” na 2 flety, 2 oboje, 2 klarnety, 2 fagoty, 2 trąbki, 2 kotły i kwartet smyczkowy (1970)
- „Riconoscimento” na bas, alt, 2 flety, 2 oboje, 2 fagoty, 2 rogi i kwartet smyczkowy (1968) do słów Cypriana Kamila Norwida
- Trio na skrzypce, róg, (wiolonczelę) i fortepian (2010)
- II Symfonia „Leopolis” (2010/11)
- Rapsod na altówkę i orkiestrę (1968)
- Rapsod (Koncert) na skrzypce i orkiestrę (1964)
- I Koncert na fortepian i orkiestrę (1960/61)
- II Koncert na fortepian i orkiestrę (1965/66)
- III Koncert fortepianowy (1971)
- IV Koncert fortepianowy (2002)

### Utwory chóralne sakralne
- „Alleluja” na chór trzygłosowy (1986)
- „Amen” (1989)
- „Credo” (1991)
- „Sieh, dein Licht wird kommen...” (1996)

### Utwory dla szkoły muzycznej w Gliwicach
- Kaprys na smyczki (1967)
- „Marche funebre” na skrzypce i orkiestrę (1968) na śmierć dyr. M. Bugiela
- „Marche funebre” wersja na wiolonczelę i fortepian (1980)
- Fuga i Postludium na orkiestrę smyczkową (1996)
- Recitatio na tenor i smyczki (do słów Konstantego Ildefonsa Gałczyńskiego, 2000)
- Concertino „Izabela” na skrzypce i fortepian (2005) dedykowane Izabeli Widence

### Utwory okolicznościowe na flet i fortepian dla pani Herty Steingroever
- Serenada (1997)
- Ku´damm-Promenade (2004)
- Moment musical (2005)
- Wiener Palatschinken-Polka (2008)
- Berliner Bouletten-Marsch (2012)

### Dla aktorki Angeliki Marii Škoda
- Chanson „Schwüle” (1989)
- Dwie pieśni recytowane do słów Paula Verlaine’a (1989)
- 3 pieśni do słów Ingeborg Bachmann (2003)
- 4 pieśni na głos i fortepian do słów M. Mendesa na zamówienie poety (1998)
- Hejnał na rok 2000 dla hotelu Steigenberger w Bad Reichenhall na 2 trąbki, 2 puzony i organy(1999)